# レミ・ド・グールモン
レミ・ド・グールモン（Remy de Gourmont, 1858年4月4日 - 1915年9月27日）は、フランスの詩人、作家、批評家。
日本ではルミとされたこともある。

## 人物・来歴
オルヌ県バゾッシェ＝オ＝ウルムにあるノルマンディーでも古くからの伯爵家に生まれる。10歳のころに家族が隣のマンシュ県に移ったために、クタンスのリセで学ぶ。そこを卒業後はカーン大学で法律を学ぶことにしたが生活に困らぬこともあって文学と女性との交際に明け暮れた。
パリに出、1883年に国立図書館に勤める。1890年に『メルキュール・ド・フランス』に参加し、1891年に「玩具の愛国心」という詩を書いたため上司に嫌われて図書館を解雇され、隠遁生活を送る。
自宅を国立図書館に匹敵する豊かな書庫とすることを決意し、創作や文芸批評を精力的に執筆するのと並行して、日課としてセーヌ河岸の古本屋を回っては書斎ばかりでなく廊下や客間まで天井に達するほどの本の山を築いた。パリ六区のサン・ベルナール街71番地で57歳の生涯を閉じる。

## 作風
1880年代にマラルメの詩を知り、象徴主義運動のもっとも傑出した批評家となった。
メルキュール・ド・フランス誌に参加していた作家ジュール・ルナールは、グールモン作の『シクスチーヌ』を読み、「くすんだ美しいものと論議するばかりで生活はしていないというたぐいの人物がやたらと登場する」小説で、「全編カント的思想に貫かれている本」と評している。

## 日本語訳された著作
- 『小説神人問答』（グルモン、石川戯庵訳、天佑社） 1918年
- 『沙上の足跡 箴言集』（ルミ・ド・グルモン、堀口大学訳、東京堂） 1922年
- 『乙女心』（グウルモン、萩原厚生訳、春陽堂） 1924年
  - 『乙女ごころ』（竹村猛訳、角川文庫） 1958年
- 『グウルモン詩集』（村井英夫訳、聚英閣、泰西詩人叢書） 1926年
- 『恋愛の理学』（桃井京次訳、玄黄社） 1926年
- 『グウルモン詩抄』（堀口大学訳、第一書房） 1928年
- 『グウルモンの言葉』（堀口大学訳、第一書房） 1931年
- 『彼女には肉体がある』（ルミイ・ド・グウルモン、堀口大学訳、裳鳥会） 1934年
- 『哲学的散歩』（石川湧訳、春秋社） 1937年
  - 『哲学散歩』（石川湧訳、春秋社） 1940年
- 『文学的散歩』（石川湧訳、春秋社） 1938年
- 『対話と言葉』（堀口大学訳、第一書房） 1938年
- 『グウルモン詩集』（堀口大学訳、新潮文庫） 1951年
- 『愛の生理学』（田辺貞之助訳、角川新書） 1958年
- 『愛の自然学 性本能について』（小島俊明訳、社会思想社・現代教養文庫） 1969年
- 『グールモン詩集』（堀口大学訳、弥生書房） 1974年
- 『愛の博物誌 美しくも残酷な生き物の性本能』（小島俊明訳、出帆社） 1976年
- 『仮面の書』（及川茂訳、国書刊行会、フランス世紀末文学叢書） 1984年
- 『色づくし』（重信常喜訳、書肆山田） 1993年